# Villayerno Morquillas
Villayerno Morquillas è un comune spagnolo di 196 abitanti situato nella comunità autonoma di Castiglia e León.